# Langtang Lirung
Le Langtang Lirung (ou Ganchen Ledurb), culminant à 7 234 m, est un sommet de l'Himalaya situé au Népal, au sud-ouest du Shishapangma.

## Géographie
Situé à la frontière sino-népalaise, le Langtang domine la vallée du Langtang. Il est le point culminant du massif du Langtang Himal.

## Premières ascensions
Pendant longtemps à partir de 1959, le Langtang Lirung a repoussé les tentatives d'ascensions menées par les Japonais (1959 et 1961), les Italiens (1963) et les Autrichiens (1964). Il n'a été gravi pour la première fois que le 24 octobre 1978 par Seishi Wada et Pemba Tsering.